# 上強村
上強村是浙江省湖州市吳興區埭溪鎮下辖的一个行政村，位於埭溪集鎮四周，地處城鄉結合部，由原埭溪、西園、南元、新村、陳家圻五個行政村合並而成，區域面積13.5平方公里，轄37個村民小組，1261戶，總人口3968人，農村勞動力2100人。擁有耕地面積6241畝，林地面積6340畝。轄區內五金加工、礦產、交通運輸業較為發達，農業以花卉、苗木、紫蘇、山露菜、特種水產養殖為重點，經濟發展狀況良好。

## 外部連結
- 吳興區埭溪鎮上強村